# ISO 3166-2:ZA
ISO 3166-2:ZA — стандарт Международной организации по стандартизации, который определяет геокоды. Является подмножеством стандарта ISO 3166-2, относящимся к Южно-Африканской Республике.
Стандарт охватывает 9 провинций Южно-Африканской Республики. Каждый код состоит из двух частей: кода Alpha2 по стандарту ISO 3166-1 для Южно-Африканской Республики — ZA и дополнительного кода, записанных через дефис. Дополнительный двухбуквенный код образован созвучно: названию, аббревиатуре названия провинции. Геокоды провинций Южно-Африканской Республики являются подмножеством кодов домена верхнего уровня — ZA присвоенного Южно-Африканской Республике в соответствии со стандартами ISO 3166-1.

## Геокоды Южно-Африканской Республики
Геокоды 9 провинций административно-территориального деления Южно-Африканской Республики.
| Геокод | Административная единица | Статус    |
| ------ | ------------------------ | --------- |
| ZA-EC  | Восточно-Капская         | провинция |
| ZA-NC  | Северо-Капская           | провинция |
| ZA-FS  | Фри-Стейт                | провинция |
| ZA-NL  | Квазулу-Натал            | провинция |
| ZA-GT  | Гаутенг                  | провинция |
| ZA-NW  | Северо-Западная          | провинция |
| ZA-LP  | Лимпопо                  | провинция |
| ZA-WC  | Западно-Капская          | провинция |
| ZA-MP  | Мпумаланга               | провинция |

## Геокоды пограничных Южно-Африканской Республике государств
- Намибия — ISO 3166-2:NA (на севере),
- Ботсвана — ISO 3166-2:BW (на севере),
- Зимбабве — ISO 3166-2:ZW (на севере),
- Мозамбик — ISO 3166-2:MZ (на северо-востоке),
- Свазиленд — ISO 3166-2:SZ (на северо-востоке),
- Лесото — ISO 3166-2:LS (на севере, на востоке, на юге, на западе).